# Alla Swonarjowa
Alla Swonarjowa (* 20. Dezember 1946; russisch Алла Звонарёва, englische Transkription Alla Zvonareva) ist eine ukrainische Badmintonspielerin.

## Karriere
Alla Swonarjowa gewann 1977 ihren ersten und einzigen nationalen Meistertitel in der Sowjetunion. Bei den USSR International war sie 1976 in allen drei möglichen Disziplinen erfolgreich. Beim Internationalen Werner-Seelenbinder-Gedenkturnier in der DDR belegte sie 1976 Rang drei und 1977 Rang zwei. 1975 gewann sie mit Meteor Dnepropetrowsk den sowjetischen Badmintonpokal.